# Walter Andrae
Walter Andrae, né le 18 février 1875 à Anger près de Leipzig et mort à Berlin le 28 juillet 1956, était un archéologue, architecte et muséologue allemand.

## Biographie
Après des études d'architecture, Walter Andrae s'engage dans l'expédition de la Deutsche Orient Gesellschaft (DOG, Société orientale allemande) en 1898 qui entreprend les fouilles de Babylone, sous la direction de Robert Koldewey qui devient son mentor. En 1903, Andrae est en mesure de diriger lui-même son premier chantier de fouilles à Qala'at Shergat, l'antique Assur, la plus vieille capitale assyrienne et la dernière à faire l'objet de fouilles régulières, et explore également des sites voisins, comme Hatra. Jusqu'en 1914, il y applique les méthodes des archéologues allemands qui sont alors les plus avancées de leur époque dans le champ de l'archéologie orientale, notamment dans le dégagement et l'identification des restes architecturaux des monuments (les directeurs de fouilles étant des architectes de formation) ; il développe également la méthode de classification des niveaux archéologiques et sert de modèle aux générations futures d'archéologues. Les résultats de ses fouilles sur ce site sont synthétisés en 1938 dans Das wiedererstandene Assur. Il fouille aussi sur les sites de Fara (l'antique Shuruppak) et Abu Hatab (Kisurra (en)).
Après avoir servi dans l'armée allemande durant la Première Guerre mondiale, Andrae poursuit sa carrière aux musées de Berlin, où il prend la suite de Koldewey à la tête du département des antiquités proche-orientales (ce qui devait devenir le Vorderasiatisches Museum Berlin), poste qu'il occupe jusqu'en 1951, alors qu'il est aussi professeur d'histoire de l'architecture durant ses vieux jours. En 1952, il prend sa retraite et se retire des musées. Il est décédé à Berlin le 28 juillet 1956.

## La reconstruction des vestiges de Babylone à Berlin

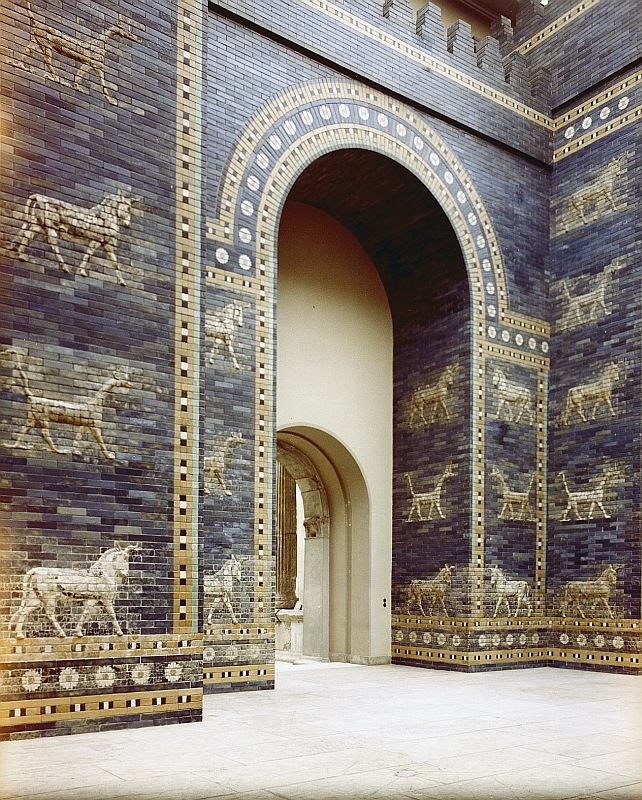
Porte d'Ishtar reconstruite à partir des aquarelles de Walter Andrae et des découvertes à Babylone de 1899 à 1902

Les vestiges de Babylone trouvés de 1899 à 1902 par Robert Koldewey, assisté par Walter Andrae sur le site d'Assur, ont été patiemment collectés et inventoriés,.
En 1927, 800 boîtes contenant des centaines de milliers de fragments de briques vernissées originales avaient atteint la capitale de la République de Weimar. Les vestiges subiront aussi les aléas de la Seconde Guerre mondiale et l'occupation russe de Berlin,.
Walter Andrae a fait reconstruire une partie de la porte d'Ishtar ainsi que la voie processionnelle à partir des fragments collectés. L'ensemble daté d'environ 2 600 ans est conservé au musée de Pergame de Berlin.

Voie processionnelle (décorations)
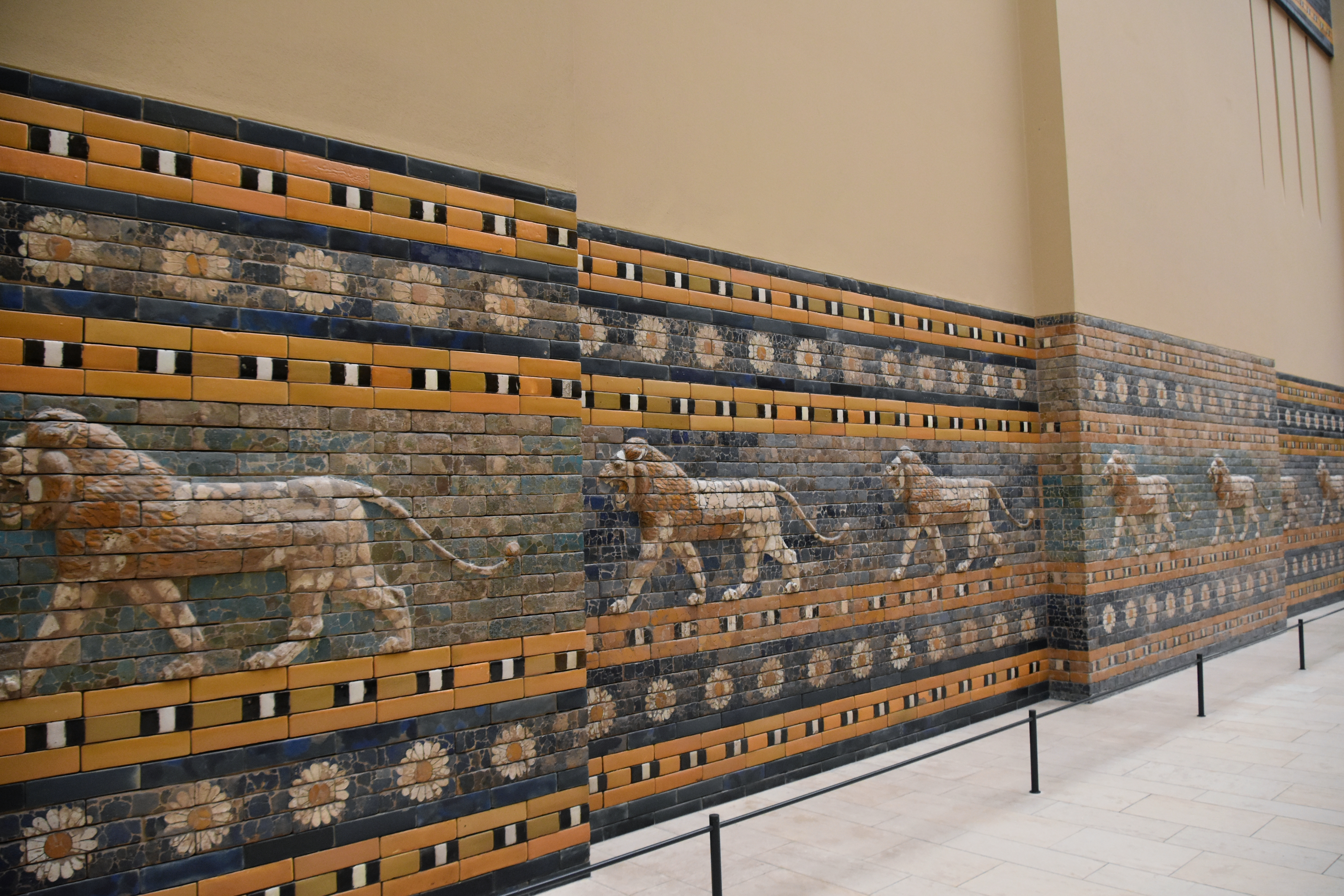
Décor de la Voie processionnelle reconstitué au Pergamon Museum.
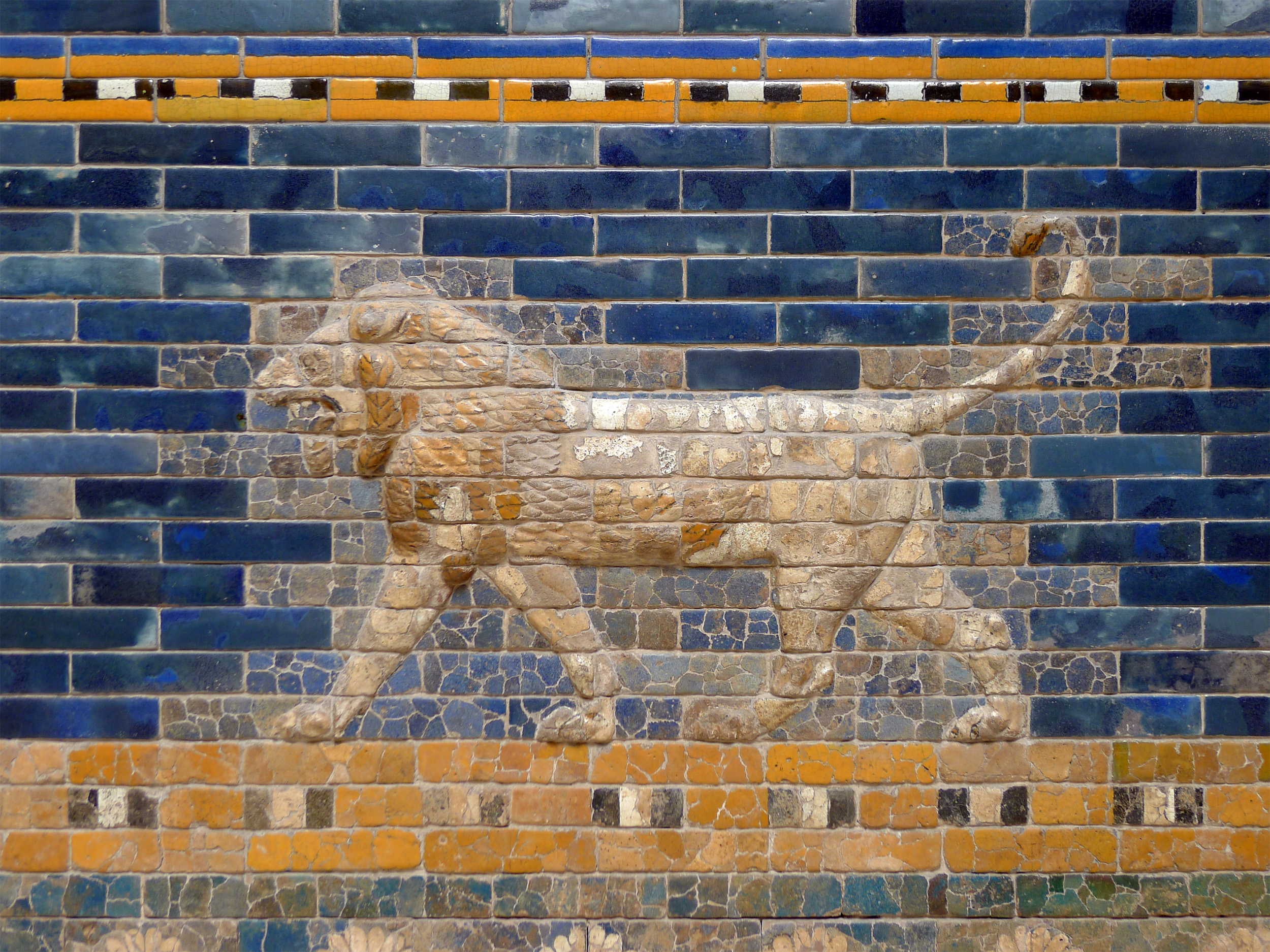
Lion.

## Publications
Les œuvres d'Andrae Der wiedererstandene Assur et ses autobiographies Lebenserinnerungen eines Ausgräbers sont particulièrement importantes. Walter Andrae a également laissé de nombreux dessins et aquarelles, en plus des décors, des représentations de paysages et de personnes orientaux, ainsi que des dessins de reconstruction des installations de Babylone. Un livre d'or qu'il a conservé sur le site de fouilles à Babylone l'a identifié comme un caricaturiste talentueux et un inventeur d'histoires illustrées.
Autres publications : 
- Der Anu-Adad-Tempel in Assur, 1909 ;
- Die Festungswerke von Assur, 1913 ;
- Die Stelenreihen in Assur, 1913 ;
- Die archaischen Ischtar-Tempel in Assur, 1922 ;
- Farbige Keramik aus Assur und ihre Vorstufen in altassyrischen Wandmalereien, 1923 ;
- Die Kunst des Alten Orients, 1925 ;
- Kultrelief an dem Brunnen des Assurtempels zu Assur, 1931 ;
- Die Partherstadt Assur (with Heinz Lenzen), 1933 ;
- Die ionische Säule. Bauform oder Symbol?, 1933 ;
- Alte Festraßen im Nahen Osten, 1941 ;
- Babylon, Die versunkene Welstadt und ihr Ausgräber Robert Koldewey, 1952[6].